# Křížová cesta (Sušice)
Křížová cesta v Sušici na Klatovsku se nachází v severovýchodní části města a vede na kopec Stráž nazývaný Andělíček (552 m n. m.), na kterém se nachází kaple svatých Andělů Strážných.

## Historie
V minulosti sloužil vrch Stráž jako strážní a pozorovací místo. Nachází se zde barokní kaple svatých Andělů Strážných z roku 1682, postavená na způsob poutnických kaplí kapucínským řádem. Roku 1735 byla kaple obehnána ambity se čtyřmi nárožními kaplemi zasvěcenými Panně Marii Staroboleslavské, svatému Janu Nepomuckému, svatému Floriánu a svaté Máří Magdaléně.
Toto místo je oblíbeným šumavským poutním místem, sušická pouť se koná první neděli v září.

### Křížová cesta
Křížová cesta v Sušici z roku 2010 vede od prvního zastavení u řeky Otavy na kopec Stráž ke kapli svatých Andělů Strážných, kde pod vrcholem je umístěno poslední čtrnácté zastavení. Unikátnost této cesty spočívá v jejím zpracování a umístění. Jednotlivá kovaná zastavení jsou zasazena do terénu podél lesní pěšiny na skály a kameny.
Mají podobu trnové koruny, jejíž průměr je přibližně 50 cm a v jejímž centru jsou jednotlivé pašijové výjevy. Plastiky jsou přichyceny na kamenných zídkách, kamenech a na skalách podél cesty a jsou doplněny kovovou tabulkou s římskou číslicí.
I. Ježíš je odsouzen na smrt
Ježíš Kristus zrazen jedním ze svých učedníků Jidášem byl zajat vojáky a odsouzen. Zbičovanému vsadili na hlavu trnovou korunu.
II. Pán Ježíš přijímá svůj kříž
Vojáci vloží na Ježíše kříž. Ježíš nese svůj kříž a vychází z Jeruzaléma na horu Golgotu zvanou též Kalvárie.
III. Pán Ježíš poprvé padá pod křížem
Ježíš slábne, urážky, bití a těžký kříž jej sráží k zemi.
IV. Setkání s matkou
Panna Marie svého syna neopouští, trpí s ním.
V. Setkání se Šimonem z Kyrény
Dobrovolníci se nenašli, proto je Šimon z Kyrény, místní silák, vojáky vyzván, aby pomohl nést kříž.
VI. Setkání s Veronikou
Veronika má soucit s Ježíšem, ví, že toho nemůže mnoho udělat. Prodere se davem vojáků a podává Kristovi roušku na osušení tváře.
VII. Ježíš podruhé padá pod křížem
Ježíš je zcela vyčerpán a nemůže se udržet na nohou. Přesto vstává a nese dále svůj kříž.
VIII. Setkání s plačícími ženami
Jeruzalémské ženy naříkají a oplakávají Krista. Ten se k nim obrací a mluví k nim: „Neplačte pro mě, ale přemýšlejte o svém životě"
IX. Ježíš potřetí padá pod křížem
Ježíš je na konci svých sil. Ještě jednou vstává, neboť ví, že je téměř na konci své cesty.
X. Svlékání ze šatů
Po příchodu na Golgotu strhávají vojáci Kristovi oblečení a losují o ně. Kristovi zůstává jen bederní rouška, lidé se mu smějí.
XI. Příbíjení na kříž
Kolemjdoucí Ježíše urážejí. Vojáci jej hřebíky přibíjejí na kříž.
XII. Smrt na kříži
Než zemře, myslí ještě na svou matku. Ve tři hodiny odpoledne umírá.
XIII. Pieta
Josef z Arimatie žádá Piláta, aby směl sejmout Ježíšovo tělo. Nikodém mu pomáhá. Tělo Ježíše pokládají matce do klína.
XIV. Kladení do hrobu
Josef a Nikodém tělo umyjí, zabalí do čistého plátna a vonného koření a položí do nového hrobu vytesaného ve skále. Před hrobem zůstává Maria Magdalena a druhá Maria. Poté hrob hlídají vojáci. Podle líčení evangelií byl Ježíš třetího dne po své smrti vzkříšen – vstal z mrtvých.

### Legenda o Andělu Strážném
Legenda vypráví o chlapci, který v lese sbíral jahody a šlápnul přitom na hada. Ten zasyčel a obtočil se mu kolem nohy. Hošík zkameněl hrůzou, ale záhy vedle sebe spatřil anděla, jenž se k němu s úsměvem naklonil. Had spadl na zem a zmizel. Chlapcovi rodiče spolu s jinými zbožnými rodinami prý nechali namalovat obraz Anděla Strážce a postavili tu malou kapli.